# Třída Topaze
Třída Topaze (jinak též třída Gem) byla třída chráněných křižníků třetí třídy britského královského námořnictva. Celkem byly postaveny čtyři jednotky této třídy. Ve službě byly v letech 1904–1921. Účastnily se první světové války. Byly to poslední a zároveň největší postavené britské chráněné křižníky třetí třídy. Amethyst byl zároveň první křižník poháněný parními turbínami. Turbíny dostal experimentálně jako první válečná loď větší než torpédoborec, a to kvůli porovnání tohoto typu pohonu se svými sesterskymi plavidly, které poháněly obvyklé parní stroje.

## Stavba
Celkem byly v letech 1902–1905 postaveny čtyři jednotky této třídy. Dva postavila loděnice Laird v Birkenheadu, dále po jednom loděnice Armstrong Whitworth v Elswicku a loděnice Palmer v Jarrow.
Jednotky třídy Topaze:
| Jméno        | Loděnice  | Založení kýlu | Spuštěna | Vstup do služby | Poznámka      |
| ------------ | --------- | ------------- | -------- | --------------- | ------------- |
| HMS Topaze   | Laird     | 1902          | 1903     | listopad 1904   | Vyřazen 1921. |
| HMS Amethyst | Armstrong | 1903          | 1903     | březen 1905     | Vyřazen 1920. |
| HMS Diamond  | Laird     | 1903          | 1904     | leden 1905      | Vyřazen 1921. |
| HMS Sapphire | Palmer    | 1903          | 1904     | únor 1905       | Vyřazen 1921. |

## Konstrukce

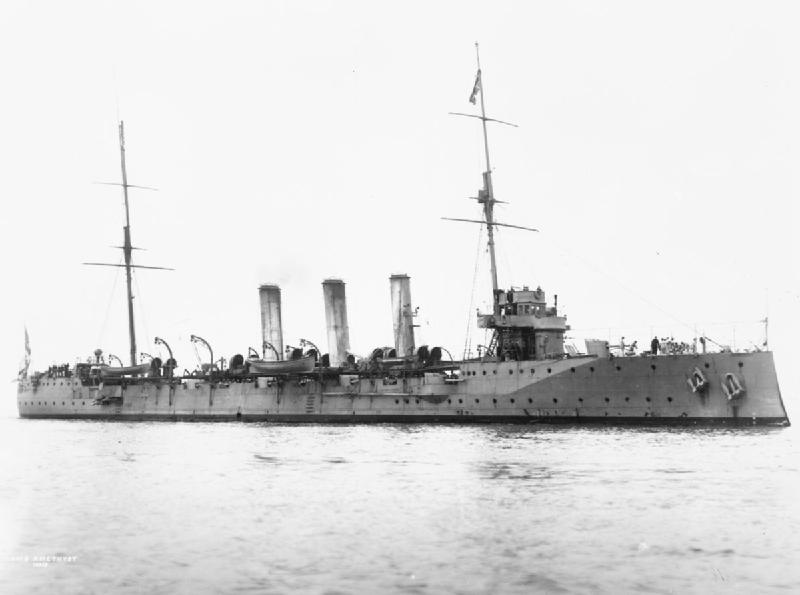
HMS Amethyst

Po dokončení plavidla nesla dvanáct 102mm kanónů, které doplňovalo osm 47mm kanónů a dva 450mm torpédomety. Z hlediska použitého pohonného systému se třída dělila do dvou skupin. Pohonný systém křižníku Amethyst tvořilo 10 kotlů a tři skupiny parních turbín Parsons o výkonu 12 000 hp, pohánějící tři lodní šrouby. Nejvyšší rychlost dosahovala 22,5 uzlu. Dosah byl 5500 námořních mil při rychlosti 10 uzlů. Zbývající tři křižníky měly 10 kotlů a pouze dva parní stroje o výkonu 9800 hp, pohánějící dva lodní šrouby. Nejvyšší rychlost dosahovala 21,7 uzlu. Dosah byl 7000 námořních mil při rychlosti 10 uzlů.

### Modifikace

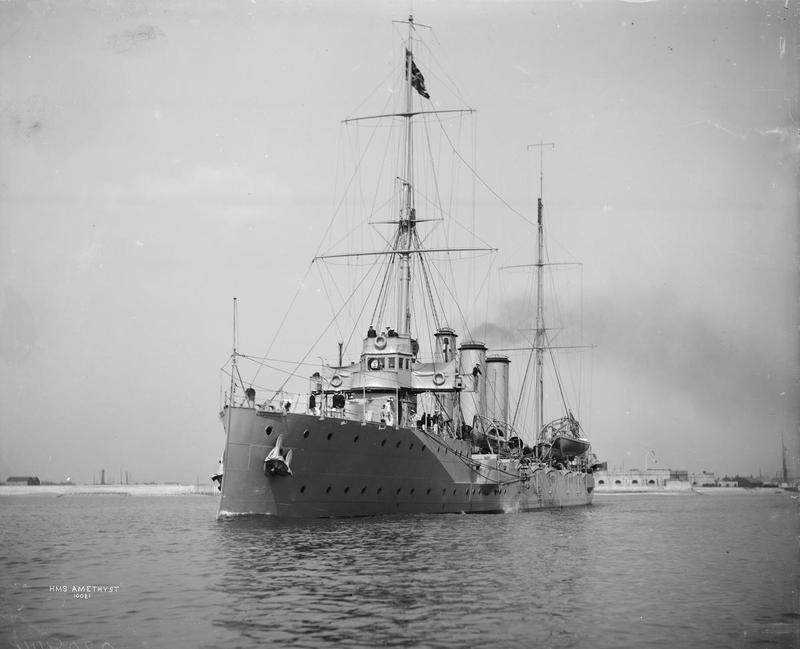
HMS Amethyst

Křižník Diamond byl roku 1918 upraven pro nesení šesti motorových torpédových člunů.

## Služba
Všechny křižníky se účastnily první světové války. Například Amethyst se 28. srpna 1914 účestnil první bitvy u Helgolandské zátoky. V letech 1921–1922 byly prodány do šrotu.